# Arkansas City, Kansas
Arkansas City är en stad i Cowley County i den amerikanska delstaten Kansas med en yta av 19,5 km² och en folkmängd som år 2010 uppgick till 12 415 invånare. I den här stadens namn i Kansas uttalas ordet Arkansas [ɑrˈkænzəs] med s i slutet till skillnad från den närbelägna delstatens namn [ˈɑrkənsɔː] där avslutande s faller bort i uttalet.